# Umberto Betti

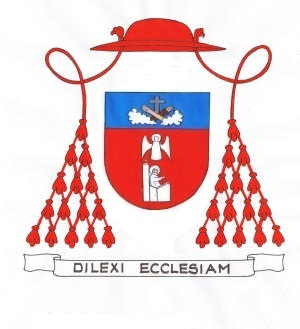
Wappen von Umberto Kardinal Betti

Umberto Kardinal Betti OFM (* 7. März 1922 in Pieve Santo Stefano, Provinz Arezzo, Italien; † 1. April 2009 in Fiesole, Provinz Florenz) war ein italienischer römisch-katholischer Theologe und Kardinal.

## Leben
Umberto Betti trat nach seiner Schulzeit am 23. Juli 1937 der Ordensgemeinschaft der Franziskaner bei. Er legte nach dem Noviziat seine zeitliche Profess am 2. August 1938 und seine ewige Profess am 31. Dezember 1943 ab. Am 5. April 1946 empfing er das Sakrament der Priesterweihe.
Er studierte an der Päpstlichen Universität Antonianum, der Ordenshochschule der Franziskaner in Rom, und wurde 1946 mit einer dogmatischen Arbeit zum Doktor der Theologie promoviert. Nach Dozententätigkeiten in Siena und Fiesole folgte ein Aufbaustudium an der Katholischen Universität im belgischen Löwen.
1964 erhielt er einen Ruf auf die Professur für Dogmatik an das Antonianum in Rom, an der er bis zum 27. September 1991 lehrte. Er war Dekan der Theologischen Fakultät sowie Rektor des Antonianum.
Umberto Betti war Berater beim Zweiten Vatikanischen Konzil. Er arbeitete an den Konzilsdokumenten „Dei Verbum“ und „Lumen gentium“ mit.  Nach verschiedenen wichtigen Positionen an der Kurie war Betti von 1991 bis 1995 Rektor der Päpstlichen Lateranuniversität.
Er wurde mit dem „Diplom ehrenhalber“ der Päpstlichen Akademie für Theologie („Academia Pontifícia Teológica Romana“) ausgezeichnet, wie auch mit dem florentinischen Il Fiorino d’Oro-Preis.
Am 24. November 2007 nahm ihn Benedikt XVI. als Kardinaldiakon mit der Titeldiakonie Santi Vito, Modesto e Crescenzia in das Kardinalskollegium auf. Obwohl kirchenrechtlich Kardinäle eigentlich Bischöfe sein sollten, wurde Betti auf seine Bitte hin vom Papst von dieser Verpflichtung dispensiert.

## Werke (Auswahl)
- Summa de sacramentis Totus homo. 1955.
- La Costituzione dommatica Pastor aeternus del Concilio Vaticano II. 1961.
- La dottrina sull’ Episcopato del Concilio Vaticano II. 1984.
- La dottrina del Concilio Vaticano II sulla trasmissione della Rivelazione.